# Aimée du Buc de Rivéry
Aimée du Buc de Rivéry (4. prosince 1768 – ?) byla francouzská dědička, která jako velmi mladá zmizela na moři. Kolují nepodložené pověsti, že byla unesena barbarskými piráty a prodána do harému jako konkubína a že byla tatáž osoba jako Sultan, Valide Sultan (matka královna) v Osmanské říši.

## Život
Aimée se narodila v prosinci 1768 jako dcera bohatého francouzského majitele plantáží,Henriho du Buc de Rivéry (1748 – 1808) a Marie Anne Arbousset-Beaufond (1739 – 1811) v Pointe Royale, na karibském ostrově Martinik. Sňatkem se stala osmou sestřenicí z manželovy strany pozdější císařovny Josefíny (z jejího prvního manželství s Alexandrem de Beauharnis, popraveným za revolučního teroru na udání).
Byla poslána na francouzský královský dvůr, aby se zde vzdělávala. Vracela se domů asi v červenci nebo srpnu roku 1788, když loď, na které cestovala, zmizela v mořích. Občas se objevuje domněnka, že byla unesena barbarskými piráty, možná byla zotročena alžírskými beji a poslána jako dárek do Konstantinopole Osmanskému sultánovi.

## Valide a sultánka Nakşidil
Domněnka o Aimée jako Valide sultánce Nakşidil v osmanském harému není založena na historických faktech.
Podle ní se Aimée stala manželkou osmanského sultána, přijala nové jméno Nakşidil a zprostředkovala sultánovi francouzské ideje. Právě její francouzský styl reforem měl způsobit jeho smrt v rukou janičářů, kteří s jeho novým stylem vlády nesouhlasili. Během vlády Abdulhamida I. ho naučila francouzsky a tím pádem jako první navštívil Francii jako ambasador. Selim III., syn Abdulhamida, který se později stal sultánem jako první začal vydávat francouzské noviny. Také pověřil Nakşidil, aby vyzdobila palác ve stylu rokoka, který byl v té době ve Francii populární.
Legenda o Aimée pokračuje tak, že přijala Islám, jak to bylo zvykem v harému. Ten ale přijala pouze pro svého manžela, v srdci byla stále katolička. Jejím posledním přáním bylo poslat pro kněze, aby jí dal poslední pomazání. Její syn s tím ale nesouhlasil a nenechal kněze vstoupit, až dokud neležela na posteli mrtvá. Její hrobka se nachází v Hagii Sofii.

### Skutečnosti vyvracející legendu
Podle tureckého historika Necdet Sakaoğlua, Nakşîdil Sultan byla původem z Gruzie.
Zatímco podle příběhů byla Aimée unesena v roce 1781 – není to pravda, ale mohlo by to odpovídat věku matky sultána Mahmuda II., který se narodil v roce 1785 – jiné příběhy zase uvádějí, že byla ve Francii se svou rodinou až do roku 1788. V tom případě by byla jen nevlastní matkou sultána Mahmuda II., protože jeho matka zemřela už v jeho dětství.
Žádný z těchto fiktivních příběhů nepochází z doby, kdy se tak stalo; nejstarší legenda je až z roku 1817. Údajně byla také Nakşidil v harému již od svých 2 let, což by vylučovalo skutečnost, že by to mohla být Aimée.